# بازی منصفانه (فیلم ۱۹۲۸)
بازی منصفانه (به آلمانی: Freiwild) یک فیلم درام صامت آلمانی به کارگردانی هولگر-مادسن و با بازی اویلین هولت ، فرد لوئیس لرچ و برونو کاستنر محصول سال ۱۹۲۸ میلادی است.  این فیلم از نمایشنامه آرتور شنیتسلر اقتباس شده است. 